# Maliouta Skouratov
 (août 2025).
Si vous disposez d'ouvrages ou d'articles de référence ou si vous connaissez des sites web de qualité traitant du thème abordé ici, merci de compléter l'article en donnant les références utiles à sa vérifiabilité et en les liant à la section « Notes et références ».

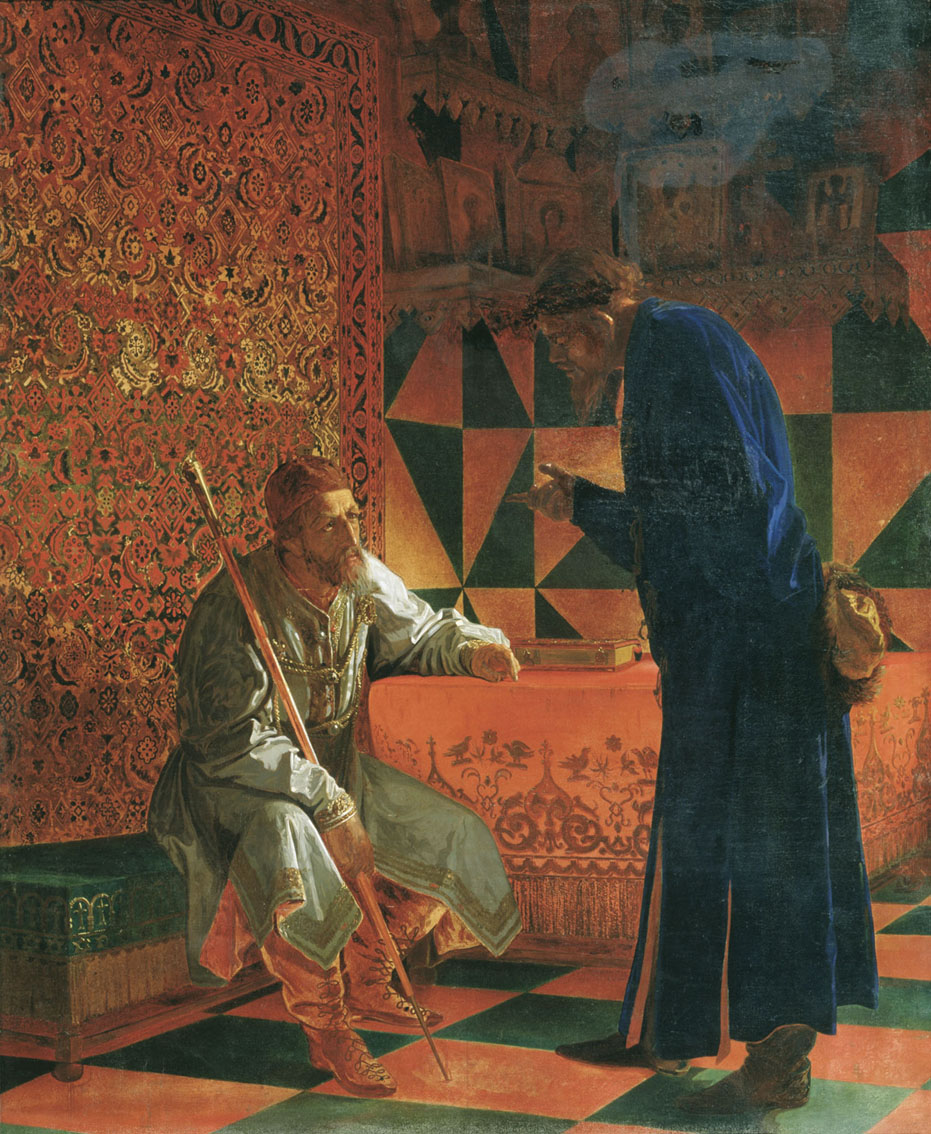
«Ivan IV et Maliouta Skouratov», par G.Sedov.

Grigori Loukianovitch Skouratov-Belski (russe : Григорий Лукьянович Скуратов-Бельский), dit Maliouta Skouratov (Малюта Скуратов) (? - 1er janvier 1573) est un des chefs de l'Opritchnina sous le règne d'Ivan le Terrible.

## Notice biographique

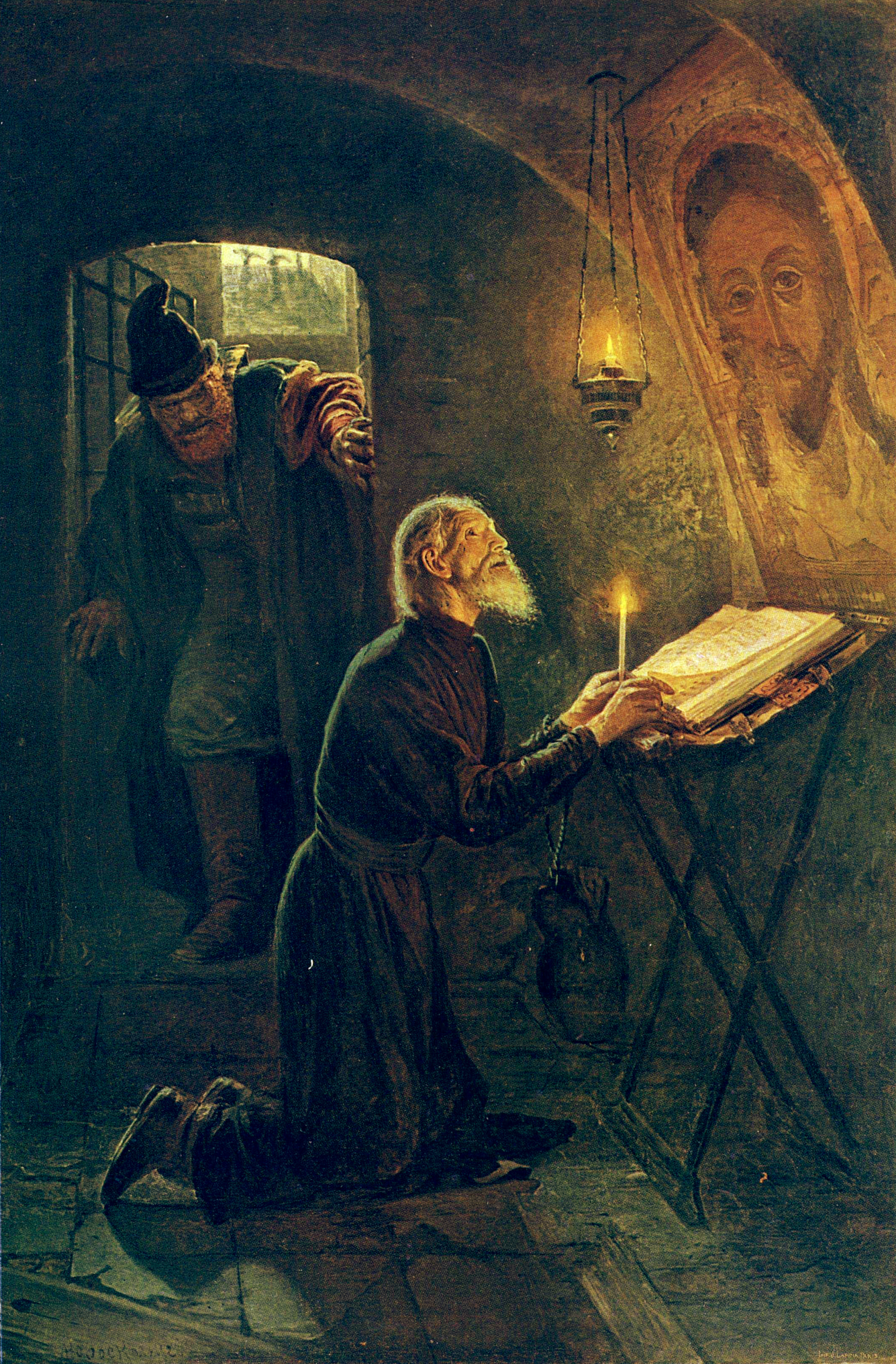
Maliouta Skouratov approche Philippe II afin de le tuer.

Maliouta Skouratov atteint la célébrité en 1569 en prenant part au procès et à l'exécution de Vladimir de Staritsa, seul cousin d'Ivan IV et possible prétendant au trône. En décembre 1569, Maliouta Skouratov étrangle l'ancien métropolite de Moscou, Philippe II, sur ordre d'Ivan le Terrible, pour avoir critiqué l'Opritchnina. En janvier 1571, Skouratov conduit une expédition punitive contre Novgorod, tuant des centaines de ses citoyens soupçonnés de trahison. En 1571, Skouratov est chargé de l'enquête sur les causes de la défaite de l'armée russe face à celle du khan de Crimée Devlet Ier Giray. Maliouta Skouratov est tué durant le siège de Weissenstein (actuelle Paide, en Estonie) lors de la guerre de Livonie, en 1573. Il est enterré près de la tombe de son père, dans le monastère Saint-Joseph de Volokolamsk. Une des filles de Skouratov, Maria Grigorievna, épouse Boris Godounov. Une autre de ses filles, qui a empoisonné Mikhaïl Skopine-Chouiski, est mariée au prince Dmitri Ivanovitch Skopine-Chouiski.

## Apparitions dans la culture contemporaine
- Tsar, film russe de 2009 réalisé par Pavel Lounguine.